# Tencent Video
Tencent Video — китайська стрімінгова платформа, що належить Tencent.
Станом на березень 2019 року має понад 900 мільйонів активних користувачів щомісяця, а також 89 мільйонів передплатників.
Tencent Video фокусується на створенні оригінального контенту і підтримку оригінальних програм, вітчизняних дорам і короткометражних фільмів.

## Історія
Червень 2011 року — офіційний запуск Tencent Video.
Серпень 2012 року — на Tencent Video середня кількість трансляцій досягає 200 мільйонів в день.
17 квітня 2013 року — перша британська драма Tencent Video «Happy Lovers» автономно транслюється на вебсайті. 27 квітня 2013 року — Tencent Video досягає угоди з шістьма великими виробничими компаніями, включаючи BBC Worldwide, ITV Studios, Fremantle Media, All Media International і Endemol. 3 червня 2013 року — запуск британського каналу Tencent Video, який став першою в Китаї платформою для трансляції британських творів.
Станом на жовтень 2017 року виручка Tencent Video склала 65,2 мільярда юанів. У вересні 2017 року Tencent Video увійшла в число восьми китайських програм з найбільшим доходом в App Store і Google Play Store. У жовтні 2017 року Tencent Video увійшла в топ-15 додатків з найбільшим щомісячним доходом у світі. Tencent Video також посіла перше місце за кількістю доходу від розважальних програм для iOS в Китаї в жовтні 2017 року.